# درو آدامز
درو آدامز (بالإنجليزية: Drew Adams)‏ هو لاعب اللاكروس أمريكي، ولد في 19 أغسطس 1986.